# Sulcus limitans
 (juin 2015).
Si vous disposez d'ouvrages ou d'articles de référence ou si vous connaissez des sites web de qualité traitant du thème abordé ici, merci de compléter l'article en donnant les références utiles à sa vérifiabilité et en les liant à la section « Notes et références ».

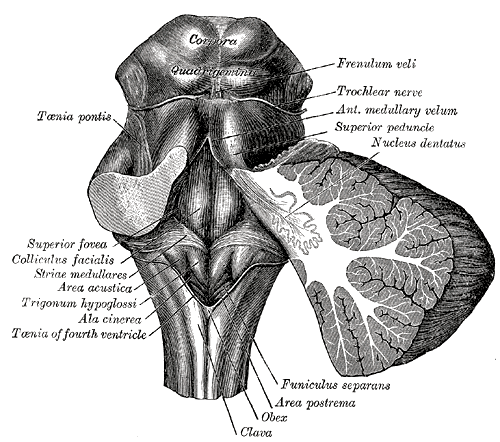
Fosse rhomboïde. (Le sulcus limitans n'est pas étiqueté, mais la région est visible).

Le sulcus limitans, situé dans le plancher du IVe ventricule du système ventriculaire du cerveau, est une frontière qui sépare les noyaux des nerfs neurovégétatifs  crâniens (médians) des noyaux sensitifs(latéraux) dans la partie supérieure de la fosse rhomboïde.